# Jiří Horák (spisovatel)
Jiří Horák (3. dubna 1940 Kladno – 17. března 2004 Praha) byl český literát a dramatik.

## Život
Absolvoval Školu důstojnického dorostu letectva v Kremnici (1957) a Letecké učiliště v Prostějově (1959). Poté vystudoval dramaturgii a scenáristiku na FAMU (1965), na Katedře televizní a filmové žurnalistiky Univerzity Karlovy získal doktorát (1980); působil v České televizi, Filmovém studiu Barrandov a v Čs. armádním filmu jako dramaturg, scenárista a režisér.
Většinu života se ve volném povolání věnoval dramatické a literární tvorbě. Byl autorem rozhlasových a divadelních her, filmových a televizních scénářů, recenzí na výtvarné umění (zvláště fotografii) a rovněž patentů na hlavolam a nový způsob filmového snímání. Napsal řadu knih, jako editor se podílel na vydání knih jiných autorů (např. knih Karla Švestky: Měsíc jako rybí oko nebo Ivana Diviše: Teorie spolehlivosti). Proslavil se jako spisovatel s žánrově i tematicky širokým záběrem.
Autorovo dílo zatím nebylo kompletně vydáno, dosud vyšly publikace:
- Kniha o staré Praze (1989, 1998, 2005, 2008, elektronické vydání 2010)
- Oheň na sněhu : Mýty sibiřských lovců (1998, elektronické vydání 2012)
- Kniha o nové fyzice : Základy teorie kvantové gravitace (2004, 2006, elektronické vydání 2011)
- Modrý sen (román z prostředí leteckého učiliště, 2006, elektronické vydání 2011)
- Říjen v Carlsbadu (rozhlasové hry o historických osobnostech - Jeroným Pražský, K. H. Borovský, Jarmila Horáková, Thomas Mann, K. H. Frank, Jan Kupecký, Galileo Galilei, Milada Horáková ad.) 2007, elektronické vydání 2011)
- Krásní dnové koločavští (filmové literární scénáře: původní scénář o natáčení filmu Marijka nevěrnice a volné adaptace podle Rudolfa Těsnohlídka, Vladimíra Neffa, Isaaca Babela, Františka Stavinohy, 2007, elektronické vydání 2011)